# 松本亦太郎

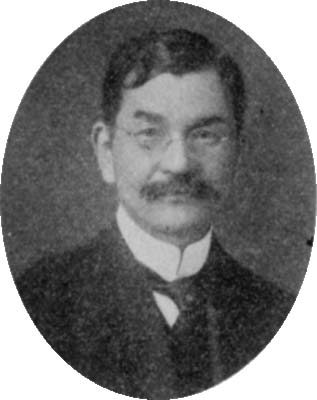
松本亦太郎

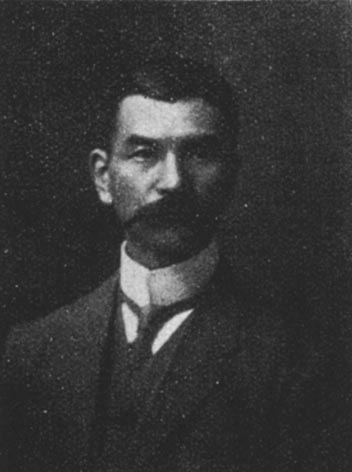
松本亦太郎

松本 亦太郎（まつもと またたろう、1865年11月3日〈慶応元年9月15日〉 - 1943年〈昭和18年〉12月24日）は、日本の心理学者。旧姓は飯野、1879年松本家の養子となる。

## 経歴
出生から修学期
1865年(慶応元年)、上野国高崎（現・群馬県高崎市）に高崎藩士飯野翼の次男として生まれた。1880年頃、後に倉賀野町長を務めた名士松本勘十郎の養子となり、その後、勘十郎の長女である糸と結婚した。京都に出て、元良勇次郎と共に同志社英学校草創期の学生として学んだ。
旧制第一高等学校を経て、東京帝国大学文科大学哲学科に入学。大学で夏目漱石は同級生であり、彼が書いた短編小説『琴のその音』に登場する心理学者の津田真方は亦太郎がモデルである。
帝国大学を卒業後、アメリカの心理学者ジョージ・トランブル・ラッドの斡旋により私費にてイェール大学に留学した。エドワード・ウィーラー・スクリプチャーの元で実験心理学を学び、助手を務めた。音空間の研究で博士号を取得。その後官費を受給してライプツィヒ大学に留学し、ヴィルヘルム・ヴントの指導を受けた。
欧米留学帰国後、心理学研究者として
1894年9月、立教学校（現・立教大学）教授に就任。1901年、東京帝国大学文科大学の心理学講師を嘱託され、実験心理学の講義を担当。恩師元良勇次郎を助けて心理学の教育と研究にあたり、1903年心理学実験室を東京帝国大学に開設した。
1906年、新設の京都帝国大学教授となり心理学講座の新設に当たった。この間、京都市立絵画専門学校校長も務めた。恩師・元良死後の1913年、東京帝国大学教授となり、心理学と倫理学を担当。また、心理学講座を新設した。1921年1月24日、帝国学士院会員に選出された。1926年、東京大学を定年退官。
学界では、1927年に日本心理学会を創設、初代会長に就任した。1943年に死去。

## 栄典
- 1924年（大正13年）6月30日 - 勲二等瑞宝章[8]

## 研究内容・業績
日本の心理学の基礎を築いた一人として知られるが、早い時期から心理技術者の育成にも熱心で、軍事、産業、教育、芸術、司法、航空など多方面にわたって心理学を応用し、指導者の養成に尽力した。

## 家族・親族
- 三男：松本達郎は地質学者。三男の妻の父は心理学者・言語学者の佐久間鼎。三男の妻の弟は心理学者の佐久間章[9]。

## 著作

### 著書
- 『実験心理学十講』弘道館、1914年。 NCID BN01096860。
- 『精神的動作』六合館、1914年。 NCID BA53310586。
- 『現代の日本画』北文館、1915年。 NCID BN04795833。
- 『渡り鳥日記』実業之日本社、1917年。 NCID BN07428941。
- 松本亦太郎『実生活と心理』実業之日本社、1926年。 NCID BN01067308。
- 『絵画鑑賞の心理』岩波書店、1926年。 NCID BN04658989。
- 『現代の日本画』（改版）北文館、1927年。 NCID BN09448473。
- 『素質の心理』岩波書店〈学芸叢書 3〉、1929年。 NCID BN01126065。
- 『智能心理学』（縮刷版）改造社、1929年。 NCID BN1146274X。
- 『諸民族の芸術』改造社、1930年。 NCID BN11084416。
- 『心理学講話』（訂49版）改造社、1930年。全国書誌番号:47003416。
- 『父母の態度』日本両親再教育協会、1931年。 NCID BN0289721X。
- 『心理学史』改造社、1937年。 NCID BN01085296。
- 『遊学行路の記』第一公論社、1939年。 NCID BN05361930。
- 『山水人物画談』岩波書店、1940年。 NCID BN08844147。

### 論文
- 「心意の物的基礎」『六号雑誌』177 (1895)
- "Researches of on acoustic space", Studies from the Yale Psychological Laboratory, vol. 5 (1898)
- 「心理実験場廻覧記」『哲学雑誌』第12巻 124号-125号 (1899)
- 「音の方向」『哲学雑誌』第17巻 174号 (1902)
- 「意志と身体動作との時律的関係」『哲学雑誌』第17巻 183号 (1902)
- 「文科大学の心理学実験演習」『教育学術界』第4巻 3号 (1902)
- 「律的動作」『教育学術界』第4巻 6号 (1902)
- 「心理学実験室の新設」『哲学雑誌』第18巻 196号 (1903)
- 「感覚の等分法」『神経学雑誌』第3巻 3号 (1904)
- 「精神動作学」『教育学術界』第24巻 2号 (1911)
- 「精神物理的動作の形式」『哲学雑誌』第28巻 322号 (1913)
- 「追懐三十年」『心理研究』第3巻 2冊 (通巻 14号 1913)
- 「我心理学会の現状」『帝国教育』第378巻 (1914)
- 「元良教授の遺稿『心理学概論』を読む」『哲学雑誌』第30巻 346号 (1915)
- 「現代心理学の傾向」『哲学雑誌』第31巻 354号 (1916)
- 「心理学の品等性」『哲学雑誌』第32巻 364号 (1917)
- 「民族の優性化と劣性化」『丁酉倫理会倫理講演集』第188号 (1918)
- 「航空者の選択と心理的実験」『東洋学芸雑誌』第46巻 (1920)
- 「米国の将校品等法に就いて」 『心理学研究』 第17巻 1冊 (通巻 97巻 1920)doi
- 「人間工学」『心理研究』 第17巻 4冊 (通巻 100号 1920)doi
- 「ヴント教授と欧米の心理学会」 『心理研究』 第18巻 5冊 (通巻 107号 1920)doi
- 「航空者の選抜と心理的実験」『東洋学芸雑誌』 第46巻 (1920)
- 「智能の量的考察の発達」『東洋学芸雑誌』第48巻 (1920)
- 「近世に於ける智的機能の量的考察に就いて」『哲学雑誌』 第36巻 409号 (1921)
- 「ラッド教授を追懐す」『心理研究』第20巻 4冊 (通巻 118号 1921)doi
- 「高年と精神的活動」『中央公論』 (1921)
- 「智的機能の量的考察」『哲学雑誌』第37巻 429号 (1922)
- 「高空 (富士山) における生理的状況及び精神的作業の変化」寺沢巌男と共著『東京帝国大学航空研究所雑録』第32巻-第33号 (1922)
- 「心理学の研究法について」 『日本心理学雑誌』 第1巻 1号 (1923)doi
- 「心理学応用の諸方向」 『心理研究』 第23巻 1冊 (通巻 133号 1923)doi
- 「一般智能説に就いて」『テスト研究』第1巻 1号 (1924)
- 「教育心理学研究の新生面」『教育心理学研究』第1巻 1号 (1926)
- 「高級民族の智能」『心理学研究』第2巻 6輯 (1927)doi
- 「現代心理学の重要特徴」『心理学論文集』 第1輯 (1928)
- 「日本に於ける心理学の発達」『岩波講座教育科学・第1冊』 岩波書店 (1931)
- 「絵画の心理的鑑賞」『応用心理研究』第1巻 1号 (1932)
- 「女子高等教育の問題（シンポジウム提案）」『岩波講座教育科学・第18冊』岩波書店 (1933)
- 「『心理学研究』の回顧」『心理学研究』 第10巻 1輯 (1935)doi

### 記念論集
- 田中寛一、城戸幡太郎編 編『心理学新研究 松本博士喜寿記念』岩波書店、1943年。 NCID BN10002096。